# Sony Mustivar
Sony Mustivar (Aubervilliers, 12 febbraio 1990) è un calciatore francese naturalizzato haitiano, centrocampista svincolato della nazionale haitiana.

## Carriera

### Club
Ha giocato in Francia nel Bastia dal 2009 al 2012 collezionando 22 presenze in campionato, e anche 12 presenze in prestito all'Orleans. Ha poi giocato in Romania dal 2012 al 2015 con il Petrolul Ploiești ottenendo 76 presenze e 3 gol all'attivo.
Nel 2015 è passato in America nella MLS giocando per lo Sporting Kansas City.

### Nazionale
Viene convocato per la Copa América Centenario negli Stati Uniti.

## Palmarès

### Club

#### Competizioni nazionali
- Championnat National: 1

Bastia: 2010-2011
- Coppa di Romania: 1

Petrolul Ploiești: 2012-2013